# Kalle Svensson
Karl-Oskar Svensson, apodado Rio-Kalle, (Västerlöv, Suecia, 11 de noviembre de 1925-Helsingborg, Suecia, 15 de julio de 2000) fue un guardameta de fútbol sueco de Helsingborg. Jugó en el nivel de elite para el Helsingborgs IFdurante toda su carrera, debutando en la Allsvenskan sólo 18 años el 4 de junio de 1944, concediendo dos goles. Se puso de pie entre los postes en 349 partidos Allsvenskan, desde su debut hasta la primavera de 1959, tras lo cual dejó de jugar en el nivel elite. Continuó jugando para el equipo local Gunnarstorps SI, pero hizo una reaparición en el Helsingborgs IF en junio de 1961, jugando allí hasta su último partido el 21 de octubre de 1962. Cuando no estaba jugando al fútbol, Kalle Svensson trabajó como bombero en su ciudad natal Helsingborg. 
Sus 349 partidos en la liga más alta es la mayoría de los terceros para un portero en la Allsvenskan. También tiene el récord de ser menos impresionante el portero que ha concedido el mayor número de goles en la Allsvenskan, un total de 575. Él nunca ganó la Allsvenskan con su club, el Helsingborgs IF terminó segundo dos veces, tres veces tercero y cuarto en tres ocasiones durante su carrera, dándole un total de ocho medallas (como el cuarto puesto los equipos se otorgan medallas en la Allsvenskan), pero no de oro, desaparecidos por tener una menor diferencia de goles en 1948-49, y siendo un punto por detrás en 1953-54. Fue el primer portero en recibir el premio de la Asociación Sueca de Fútbol para el mejor futbolista sueco, Guldbollen, en 1952.
Su carrera selección nacional es más impresionante, ganando 73 casquillos entre su debut 13 de mayo de 1949 en casa ante Inglaterra (3-1) y su último partido 29 de junio de 1958 contra Brasil en la final del Mundial que terminó en una derrota 2-5. Karl Svensson jugó en cuatro de los grandes torneos, los Mundiales de 1950 y 1958 así como el Juegos Olímpicos de 1948 y 1952, ganando una medalla en los cuatro. Su apodo de Río-Kalle, derivado de Río de Janeiro y el apodo común sueco Karl, Kalle, se le dio durante la Copa del Mundo de 1950 en Brasil después de dos heroicos partidos contra Italia y España, que en realidad ambos se jugaban el Estadio Pacaembú en São Paulo. 
Karl Svensson ha sido honrado con una estatua colocada en Estadio Olimpia de Helsingborg, que es obra del escultor Risto Karvinen.
- Datos: Q704270
- Multimedia: Kalle Svensson / Q704270